# Dương Hồng Sơn
Dương Hồng Sơn (20 novembre 1982) è un calciatore vietnamita, portiere dell'Hà Nội T&T.

## Carriera

### Club
Comincia a giocare all'Hà Nội ACB. Nel 2003 passa al SLNA. Nel 2008 viene acquistato dall'Hà Nội T&T.

### Nazionale
Ha debuttato in Nazionale nel 2003. Ha partecipato, con la Nazionale, alla Coppa d'Asia 2007. Ha collezionato in totale, con la maglia della Nazionale, 40 presenze.

## Palmarès

### Club

#### Competizioni nazionali
- V League 1: 3

Hà Nội T&T: 2010, 2013, 2016
- Supercoppa del Vietnam: 1

Hà Nội T&T: 2010